# Malacopterus pavidus
Malacopterus pavidus là một loài bọ cánh cứng trong họ Cerambycidae.